# Ода Тошісада
Ода Тошісада (яп. 織田敏定; 1452–1495) — японський самурай і військовий керівник з клану роду Ода. Жив у часи пізнього періоду Муроматі до періоду Сенгоку. Прадід державного і військового діяча Оди Нобунаги.

## Сім'я
- Батько:
  - Ода Хісанага
- Брати:
  - Ода Цунето
- Діти:
  - Ода Тасадд
  - Ода Томура
  - Ода Хідетоші
  - Ода Сукенобу